# Museum van de Tibetaanse cultuur
Het Museum van de Tibetaanse cultuur, Mandarijn: Xizang wenhua bowuguan, is een museum in Peking over de cultuur en geschiedenis van Tibet. Ook worden er stukken uit regio's buiten de Tibetaanse Autonome Regio getoond, zoals uit het voormalige koninkrijk Dergé.
Het museum bevindt zich in het China Tibetology Research Center (CTRC), een tibetologisch onderzoeksinstituut in het stadsdistrict Chaoyang, op enkele kilometers afstand van het Vogelneststadion.

## Opening
Na drie jaar voorbereiding werd het museum op 28 maart 2010 geopend, de dag die de Chinese regering een jaar eerder introduceerde als Dag van de Tibetaanse Slavenemancipatie. De opening vond plaats onder voorzitterschap van het hoofd van het CTRC, Lhagpa Phuntshogs, en in het bijzijn van enkele politieke hoogwaardigheidsbekleders zoals het hoofd van het propagandabureau.

## Kunstvoorwerpen
Het museum opende met de expositie Waardevolle spiegel van het sneeuwland. Verdeeld over twee verdiepingen exposeert het meer dan 2000 stukken, waaronder tien nationale culturele erfgoederen in de eerste graad.
In het museum worden er demonstraties vertoond van Tibetaans handwerk zoals traditionele boekdrukkunst, het werken met een weefgetouw en het schilderen van mandala's. Daarnaast kunnen bezoekers met een speciale machine karakters uit het Tibetaans schrift kalligraferen.
Verder toont het originele documenten, Tibetaanse schilderkunst, maskers, potten, gebedsmolens, soetra's en foto's van de recente politieke geschiedenis van Tibet. Ook vertoont het voorwerpen en documenten uit de geneeskunde, literatuur, architectuur en religie en exposeert het een model van de Peking-Lhasa-spoorlijn.

## Presentatie vanuit Chinees standpunt
Een diorama toont Chinese en Tibetaanse leiders bij de ondertekening van het 17 puntenakkoord, dat Tibet in 1951 weer onder het centrale gezag van China bracht. De collectie geeft in politieke zin het Chinese beeld van de Tibetaanse geschiedenis als onafscheidelijk deel van China. In politieke zin is de tegenhanger van het museum het Tibet Museum in McLeod Ganj van de Tibetaanse regering in ballingschap.
Aan het leven en de vlucht van de huidige dalai lama wordt bijvoorbeeld geen aandacht besteed. Aan het Duitse weekblad Der Spiegel liet Lian Xiangmin, hoogleraar en onderzoeksleider van het CTRC, desgevraagd weten: "Er zijn bij elkaar veertien dalai lama's. We kunnen ze niet allemaal in het museum presenteren."